# نوونیکولایفکا (شهرستان فیودوروفسکی، باشقیرستان)
نوونیکولایفکا (انگلیسی: Novonikolayevka, Fyodorovsky District, Republic of Bashkortostan) یک شهرک در شهرستان فیودوروفسکی استان باشقیرستان کشور روسیه است.